# Mufarrag ibn Sallam
Mufarrag ibn Sallam (in arabo  مفرق بن سلام‎?) (... – 857) è stato il secondo emiro musulmano dell’emirato di Bari.

## Biografia
Le sue relazioni con il primo emiro, Khalfun, sono sconosciute, ma sale al potere dopo la morte di quest’ultimo intorno all’850. Mufarrag inviò una petizione al califfo abbasido e al governatore d’Egitto per essere riconosciuto come emiro di Bari e della Puglia in nome del califfato, ma non ottenne risposta. Estese il territorio musulmano alla Puglia e ad altre terre del sud Italia. Morì assassinato nell’857; il suo successore fu Sawdan.